# Prédestination
Pour l’article homonyme, voir Predestination pour le film.
La prédestination est un concept théologique chrétien selon lequel Dieu a choisi de toute éternité ceux qui seront graciés et auront droit à la vie éternelle. L'idée de prédestination est étroitement associée aux débats philosophiques concernant le déterminisme et le nécessitarisme. La prédestination et les rapports entre la grâce et le libre arbitre ont été au cœur des débats entre le pélagianisme et l'augustinisme, controverse qui a repris lors de l'opposition entre les catholiques et les protestants, puis entre les réformateurs magistériels et les radicaux, et entre les calvinistes et les arminiens. Plus tard, ce concept a aussi été repris lors de la controverse entre les jansénistes et les jésuites (qui soutenaient le molinisme).
On parle de « double prédestination » dans les doctrines, calviniste notamment, qui ajoutent que Dieu aurait choisi de toute éternité également ceux qui seront damnés. Ce concept est condamné par l'Église catholique. Dès l'Antiquité, Lucien de Samosate mettait en scène le thème de la prédestination dans ses Dialogues des morts entre Minos et Sostrate, qui aura beaucoup d'importance tant pour la Réforme que les Jansénistes,.

## Origines
Ce concept est axé sur une interprétation de certains passages de la Bible, notamment de l'Épître aux Éphésiens  :

« En lui nous sommes aussi devenus héritiers, ayant été prédestinés suivant la résolution de celui qui opère toutes choses d'après le conseil de sa volonté,. »

Il a été mis en forme au Ve siècle, dans le christianisme occidental, par Augustin dans le conflit qui l'opposait au moine Pélage. Celui-ci soutenait que l’homme peut être sauvé par sa seule volonté. Dans la longue polémique menée avec les disciples de Pélage, « Augustin finit par élaborer un système antipélagien radical, où il réservait le salut à une communauté choisie par la grâce divine de toute éternité ». Parmi les réformateurs protestants qui tous ont adopté la vision augustinienne de la grâce, Jean Calvin est celui qui pousse la logique à ses conclusions ultimes et qui formule la doctrine de la double prédestination. Cette position théologique fera cependant l'objet de nombreux débats et divisions au sein même du calvinisme, et n'est plus celle de la plupart des églises réformées.

### Pères de l'Église
Clément de Rome enseigne que le salut qui procède d'une initiative de Dieu ne peut pas être atteint sans le concours des œuvres bonnes qui sont à leur tour le résultat d'un don de Dieu. Justin de Naplouse et Tatien, professent simultanément la volonté divine de salut universel proposé à tous, et la coopération nécessaire de l'homme sous l'influence de la grâce. Irénée de Lyon va dans le même sens, parlant pour eux de prédestination au sens d'une prescience de Dieu. Clément d'Alexandrie parle dans le même sens des justes que Dieu a prédestinés. Origène distingue dans la prédestination entre une prescience qui est prévision et prescience d'amour qui approuve les bons. La prédestination a lieu après prévision de mérites et non comme résultat de la prescience, qui n'annule ni la liberté, ni la responsabilité des hommes.
Augustin d'Hippone a formulé la doctrine de la prédestination, s'opposant à ce sujet au moine britannique Pélage, et au semi-pélagianisme qui confondant prescience et prédestination récusait la prédestination pour sauver la liberté. Selon Augustin, la prédestination signifie la préparation divine des dons, et la prescience, la connaissance divine des biens et des maux réalisés par les hommes. Ses lignes directrices sont l'universelle volonté divine de salut, le caractère absolument gratuit du don de la grâce dans la vie surnaturelle, et la liberté qui est elle-même renforcée par la grâce. Par la suite, les interprétations de la pensée d'Augustin sur la prédestination ont été nombreuse et parfois contradictoires

### L'Église latine
La double prédestination a toujours été rejetée par l’Église latine qui condamne, sur l'accusation de Faustus, aux conciles d’Arles et de Lyon de 473-475 la doctrine enseignée par Lucidus, puis avec vigueur au concile d'Orange de 529 :
Nous croyons aussi, selon la foi catholique, qu'après avoir reçu la grâce par le baptême tous les baptisés peuvent et doivent accomplir, avec l'aide et la coopération du Christ, tout ce qui concerne le salut de leur âme, s'ils veulent fidèlement y travailler. Non seulement nous ne croyons pas que certains hommes soient prédestinés au mal par la puissance divine, mais s'il était des gens qui veuillent croire une telle horreur, nous leur disons avec toute notre réprobation : anathème !
Le pape Adrien Ier formule en 785 un avis très clair dans une lettre adressée aux évêques d'Espagne.
Au IXe siècle, Gottschalk d'Orbais, moine de Fulda, soulève à nouveau le problème. Le concile de Quierzy (Carisiacum) de 853 le condamne,, condamnation réitérée au concile de Valence en 855,.
La nouvelle controverse sur la prédestination soulevée par Gottschalk d'Orbais est condamnée en 848 et 850 par Hincmar de Reims. Hincmar écrit pour le réfuter, mais son traité sur la prédestination lui attire les critiques de Prudence de Troyes, de Loup de Ferrières et de Ratramne de Corbie. À partir de 852, l’Église de Lyon, avec le diacre Florus et l’archevêque Remy, condamne Hincmar. L’Irlandais Jean Scot Érigène prétend esquiver le problème, même en nier l’existence. En 851, il rédige De praedestinatione (De la prédestination divine). Les conciles de Valence (855) et de Langres (859) condamnent ce traité qui reprend l’enseignement d'Hincmar : le destin de l’individu ne dépend pas entièrement de Dieu, mais est également conditionné par le libre arbitre, une autre voie d’accès au salut personnel. Il affirme qu’il n’y a pas de damnation au sens traditionnel du terme. Pour Érigène, tous les êtres humains deviennent de purs esprits. Inquiet, Hincmar n’ose porter l’affaire au concile de Saint-Médard de Soissons (853) où siègent ses adversaires, mais le roi Charles le Chauve, après la séparation du concile, l’amène à Quierzy et fait adopter des capitula où sa doctrine est exposée devant une poignée d’évêques et d’abbés dévoués. À l’instigation de l’Église de Lyon, un concile tenu à Valence, réunissant en janvier 855 les provinces de Lyon, Vienne, Arles, traite d’« erreur considérable » l’article du capitulaire de Quierzy, affirmant que le Christ a répandu son sang pour tous. La présence de l’empereur Lothaire Ier au concile accentue l'opposition à Hincmar et à Charles le Chauve. Le concile de Savonnières en Lotharingie (859) renvoie l’affaire à un nouveau concile, réuni en octobre 860 à Thusey, près de Toul, en présence des rois Charles et Lothaire II, qui rassemble les délégués de quatorze provinces ecclésiastiques sur dix-sept. La lettre synodale finale représente plutôt une confrontation des deux thèses qu’un arrêt tranchant dans un sens ou dans l’autre. Après Savonnières, la polémique languit en Gaule, chacun restant sur ses positions. Rome a quelques velléités de reprendre la question et parle de faire venir Gottschalck. La mort du pape Nicolas Ier (867), puis celle de Gottschalck détournent les esprits de l’affaire.
Ainsi, si la prédestination par décret positif au mal est condamnée, il est néanmoins de foi (de fide) que Dieu, par un décret éternel de sa volonté, a prédestiné certains hommes à la béatitude éternelle. Se pose alors le problème de savoir si cette résolution éternelle de Dieu a été prise avec ou sans la considération des mérites des hommes (post ou ante praevisa merita). Les thomistes, les augustiniens, la majorité des scotistes ainsi que certains molinistes comme Francisco Suárez ou Robert Bellarmin défendent la seconde alternative (la grâce produisant infailliblement les mérites) ; la plupart des molinistes ainsi que François de Sales penchent pour la première (Dieu prévoit comment l'homme va réagir librement à la grâce).

## Théologie protestante

### Luther
Martin Luther, dès son cours sur l'épître aux Romains de 1516, soulignait l'utilité spirituelle de la doctrine de la prédestination, qui conduit le chrétien à s'humilier devant Dieu, à renoncer à la prétention de ses propres mérites et à s'en remettre exclusivement à la grâce divine.

### Calvin
Jean Calvin (1509–1564) fait ses premières allusions à la prédestination en 1536, l'année où la Réforme a gagné Genève avant de la développer plus longuement en 1562. Elle a été acceptée par une partie des calvinistes, mais a par la suite donné lieu à la longue division entre arminiens et gomariens. Au plan historique, elle apportait une cohérence face aux résistances auxquelles les réformateurs se heurtaient dans leur prédication de l'Évangile et face aux critiques qui s'opposent à la théologie de Calvin : dans la première édition de l'Institution de la religion chrétienne, parue en 1536, la question de la prédestination n'est guère développée ; en revanche, dans l'édition de 1539, Calvin consacre un plein chapitre à ce problème, qui s'étoffera au fil des éditions ultérieures, jusqu'en 1559. Ce texte est complété par deux traités spécifiques, De la prédestination éternelle de Dieu (1552) et La congrégation sur l'élection éternelle (1562) ; la logique de la prédestination est indiquée en ces termes :

« Nous appelons Prédestination, le conseil éternel de Dieu, par lequel il a déterminé ce qu’il voulait faire de chaque homme. Car il ne les crée pas tous en pareille condition, mais ordonne les uns à la vie éternelle, les autres à l’éternelle damnation. Ainsi selon la fin pour laquelle est créé l’homme, nous disons qu’il est prédestiné à la mort ou à la vie... Selon donc que l'Écriture montre clairement, nous disons que le Seigneur a une fois constitué, en son conseil éternel et immuable, lesquels il voulait prendre à salut et lesquels il voulait laisser en ruine. Ceux qu'il appelle à salut, nous disons qu'il les reçoit de sa miséricorde gratuite, sans avoir égard aucun à leur propre dignité. Au contraire, que l'entrée de vie est forclose à tous ceux qu'il veut livrer en damnation, et que cela se fait par son jugement occulte et incompréhensible, combien il est juste et équitable... Or comme le Seigneur marque ceux qu'il a élus en les appelant et justifiant, aussi, au contraire, en privant les réprouvés de la connaissance de sa parole ou de la sanctification de son Esprit, il démontre par tel signe quelle sera leur fin et quel jugement leur est préparé. »

— Calvin, Institution de la religion chrétienne (III, XXI, 5), De la prédestination.
Cette élaboration doctrinale intervient au moment où Calvin multiple les efforts pour unir les protestants français devant les menaces de guerre civile (la marche vers la première guerre de religion commence en France avec l'arrestation et l'exécution d'Anne du Bourg en 1559).
À ceux qui défendaient le mérite des œuvres et le purgatoire, ou qui payaient pour être pardonnés, Calvin opposait une autre conception du salut, le salut gratuit par la foi. Dans ce cadre, la prédestination témoigne que « Dieu choisit d'aimer l'homme, de l'appeler avant son savoir, de le sauver avant ses mérites, de le maintenir dans la fidélité de cet appel et de ce salut avant le terme de sa vie, de condenser ainsi dans un acte de libre amour ce qui se déroule dans la multiplicité variable du temps. La prédestination caractérise Dieu non comme un être immobile et général, mais comme une personne active et élective. (...) Elle détache du souci de conquérir un salut humainement toujours incertain et elle engage l'homme dans une permanente réponse de gratitude, de tremblement et d'espérance ».
Calvin insiste sur la notion de vocation « aveugle ». À un paroissien qui lui demandait s'il serait damné, Calvin répond : « Sur ton salut, je ne me fais pas de souci, c'est le mien qui me tourmente » (Correspondance).[réf. nécessaire]

### Confessions de foi réformées
- Confession de la Rochelle : Calvin n'a jamais occupé dans les Églises réformées une position comparable à celle de Luther et encore moins celle d'une sorte de pape protestant. Il a souvent vu son autorité doctrinale remise en question, comme lors de la réécriture du projet de La confession de foi envoyé au premier synode clandestin des Églises réformées à Paris, en 1559, et qui fut adopté officiellement dans sa seconde version, lors du synode de La Rochelle de 1571, si bien que l'on parle depuis lors de confession de La Rochelle, texte fondamental des églises réformées françaises. Ce texte présente la prédestination comme un concept inséré dans celui du salut par la foi, radicalement opposé au salut par des « œuvres » : le salut revient à ceux que Dieu a élu « par sa seule bonté et miséricorde en Jésus-Christ notre seigneur, sans considération de leurs œuvres, laissant les autres en icelle, corruption et damnation pour démontrer en eux sa Justice comme ès premiers il fait luire les richesses de sa miséricorde ».
- Les Canons de Dordrecht, adoptés en 1619 par le Synode de Dordrecht (voir ci-après sous le titre « les controverses »), forment une des normes confessionnelles de plusieurs Églises réformées dans le monde, y compris aux Pays-Bas, en Australie, et en Amérique du Nord. Une de leurs principales raisons d'être est de réaffirmer la doctrine de la prédestination contre les arminiens.
- Confession de foi de Westminster : établie par l'assemblée de Westminster en 1646, largement adoptée par l'Église d'Angleterre, elle est la base de doctrine de l'Église d'Écosse et a exercé une influence prépondérante sur les églises presbytériennes à travers le monde. Son contenu est des plus clairs quant à la double prédestination : dans son chapitre 3 (« le décret éternel de Dieu »), elle rappelle que : « par le décret de Dieu, pour la manifestation de sa gloire, certains hommes et certains anges (1 Tm 5.21; Mt 25.41) sont prédestinés à la vie éternelle ; et d'autres pré-ordonnés à la mort éternelle (Rm 9.22,23; Ep 1.5,6) »[22].

### Les controverses
La question de la double prédestination a profondément divisé les protestants : d'un côté les arminiens qui la remettent en cause, de l'autre les gomariens qui la défendent. En 1618-1619, le synode de Dordrecht, synode national de l’Église réformée néerlandaise auquel participent des représentants des Églises réformées de huit pays étrangers, tranche en faveur du maintien de la doctrine de la prédestination, et consigne la foi calviniste dans un texte dénommé les canons de Dordrecht.
De même, les conservateurs réformés suisses rédigent en 1675 le « Consensus helvétique » afin préserver les églises réformées suisses de l'influence des doctrines théologiques libérales enseignées à l'Académie de Saumur, notamment par Moïse Amyraut.

### Karl Barth
Karl Barth, dans son commentaire de l'épître aux Romains, explique la prédestination. Pour lui, le premier mouvement vient de Dieu, c'est la grâce qui vient sur l'homme, forcément pécheur. La réponse de l'homme est la foi. Bref, il déclare qu'il ne peut pas trouver dans les Épîtres de Paul une quelconque prédestination à l'enfer.

## Analyses sociologiques
En 1905 le sociologue Max Weber, dans L'éthique protestante et l'esprit du capitalisme s'interrogera sur le rôle de la prédestination dans l'essor de la révolution industrielle à la fin du XVIIIe et au XIXe siècle.
Max Weber montrera que les entrepreneurs protestants, pour la plupart « parvenus » de l'artisanat, ont inventé un « capitalisme moderne » et inventif, prenant de vitesse des banquiers plus riches qu'eux, par l'intériorisation des bénéfices, en baissant les prix pour gagner de nouveaux clients, en dépensant pour adapter les produits et en sélectionnant les meilleurs travailleurs, quitte à payer plus cher et sacrifier la rentabilité à court terme. Ce capitalisme de l'ascèse, vise la croissance, au détriment de la rente et des plaisirs matériels. Il dérive du monachisme occidental, qui a pu rentrer dans le monde laïque grâce à la Réforme. Le protestant, ayant conquis le pouvoir politique notamment en Europe du Nord et dans les pays anglo-saxons, réinvestit ou intériorise ses bénéfices, pour donner à son peuple une place dans l'avenir et répondre à l'appel de Dieu à une vie éternelle, en espérant qu'il fait partie des élus secrets.
Max Weber cherchera dans la doctrine de la prédestination une des causes du dynamisme économique des États protestants et de la naissance du système capitaliste. En effet, cette doctrine pousse selon lui le croyant à tenter de deviner s'il est un élu. Le succès dans les affaires peut être considéré comme un signe de cette grâce, le croyant exprimant ainsi une vocation utile à sa communauté, le fruit du capital devant être réinvesti (du mot allemand de beruf, qui veut dire « vocation » plus que « prédestination »).
Weber remarque aussi que le protestantisme, celui de Luther, Calvin et des autres fondateurs de la Réforme est austère et s'oppose à toute recherche pour elles-mêmes des richesses, qui doivent être réinvesties, afin que l'argent circule et fructifie. Pour Weber, c'est dans cet esprit austère, ascétique qu'il faut chercher la source du capitalisme.
Emmanuel Todd, quant à lui, renverse la perspective wébérienne. Selon lui, certaines régions d'Europe ont été tentées par la doctrine de la prédestination parce que les structures familiales y valorisaient la valeur d'inégalité entre frères (dans sa typologie, il s'agit des familles nucléaire absolue et souche). Ces structures familiales ont ensuite influé sur le développement de ces régions (la famille nucléaire absolue est un terrain favorable à des innovations économiques réclamant le déplacement de nombreuses personnes des campagnes vers les villes, d'où l'industrialisation précoce des régions où cette famille est présente ; la famille souche possède le plus grand potentiel de développement culturel, d'où un succès économique à long terme grâce à une main-d'œuvre plus qualifiée).